# Alawar
A Alawar Entertainment é uma desenvolvedora e distribuidora internacional de videogames. Foi fundada em Novosibirsk, Rússia. Atualmente está sediada em Lewes, Delaware, Estados Unidos. Suas principais áreas de atuação são os jogos free-to-play (Grátis para jogar). Os jogos da empresa já venderam mais de 200 milhões de cópias.

## História
A empresa foi fundada em 1999 pelos estudantes da Universidade Estadual de Novosibirsk, Alexander Lyskovsky e Sergey Zanin. O desenvolvimento de jogos foi o primeiro departamento da empresa. Alawar lançou dois jogos: Puzzle Rally e Bubble Bobble Nostalgie.
Em 2001, a empresa lançou Magic Ball, um jogo 3D no estilo Arkanoid desenvolvido pela Dream Dale em Irkutsk. Magic Ball foi portado para consoles PlayStation e iOS. Em 2006, a Alawar tornou-se uma das primeiras empresas a oferecer suporte a pagamentos por SMS na Rússia para seus produtos.
Em 2008, os primeiros jogos das franquias Farm Frenzy e The Treasures of Montezuma foram lançados. Em agosto de 2009, Alawar e Oleg Kuvaev assinaram um acordo de cooperação que deu a Alawar direitos exclusivos para usar a marca Masyanya em jogos até 2014. Em 2010, Alawar lançou cerca de 15 projetos para iPhone e iPad. The Treasures of Montezuma foi lançado para iOS.
Em 2019, a Alawar desenvolveu e publicou o jogo de tiro battle royale gratuito Watchers (os servidores foram desligados em agosto de 2021), bem como Space Robinson, um jogo de ação com elementos rogue-like. Em 2021, Alawar publicou um jogo de narrativa policial 2D Canção de Farca. Mais tarde neste ano, a empresa lançou um jogo de plataforma de ação 2D, They Always Run, de produção própria.
No ano de 2022, Alawar lançou o terceiro capítulo da saga de jogos Beholder. No mês de Abril, a empresa anunciou o desenvolvimento do jogo Necrosmith, um simulador de Necromante rogue-like que foi lançado no dia 13 de julho de 2022 e vendeu mais de 200.000 cópias na Steam. Em 6 de março de 2023, Alawar anunciou o desenvolvimento do Necrosmith 2. No dia 5 de abril de 2023, Wall World, um jogo de mineração e defesa de torre da Alawar, foi lançado na Steam e vendeu mais de 200.000 cópias em 2 meses.
A Alawar tem uma rede de distribuição por meio de seu site e programa de afiliados. Em 1º de junho de 2023, a Alawar fechou suas lojas de jogos.[carece de fontes?]

## Prêmios
- 2008 – Farm Frenzy foi nomeado o melhor jogo casual na Game Developers Conference de 2008[9]
- 2008 – Alawar ganhou o Prêmio Runet 2008[10]
- 2012 – Alawar foi eleita a melhor editora na Game Developers Conference[11]
- 2016 – Beholder venceu as categorias Excelência em Design de Jogo e Melhor Jogo Indie na DevGamm Independent Games Conference[12]
- 2017 – Do Not Feed The Monkeys recebeu vários prêmios: Melhor Narrativa (DevGamm Conference, Minsk[13]), Mais Inovador (3DWire, Segovia), Melhor Jogo Indie (FEFFS, Strasbourg), DevGamm Choice (Get It! Conference, Odessa), Media Choice (Indiecade Europe, Paris)
- 2019 – Do Not Feed The Monkeys foi finalista do Independent Games Festival (IGF) em diversas categorias: Jogo Inovador, Melhor Design e Grand Prix
- 2023 – Beholder 3 ganhou a categoria Melhor Jogo Sério no German Computer Games Awards 2023.

## Jogos desenvolvidos
| Ano       | Título                            | Plataforma(s)                                                                           |
| --------- | --------------------------------- | --------------------------------------------------------------------------------------- |
| 2016      | Beholder                          | Microsoft Windows, Linux, macOS, PlayStation 4, Xbox One, Nintendo Switch, iOS, Android |
| 2017      | Distrust                          | Microsoft Windows, macOS, PlayStation 4, Xbox One, Nintendo Switch                      |
| 2017      | Beholder – Sono Feliz             | Microsoft Windows, Linux, macOS, PlayStation 4, Xbox One, Nintendo Switch, iOS, Android |
| 2018      | I am not a Monster: First COntact | Microsoft Windows                                                                       |
| 2018      | Beholder 2                        | Microsoft Windows, Linux, macOS, PlayStation 4, Xbox One, Nintendo Switch, iOS, Android |
| 2021      | They Always Run                   | Microsoft Windows                                                                       |
| 2022      | Necrosmith                        | Microsoft Windows, Nintendo Switch                                                      |
| 2023      | Wall World                        | Microsoft Windows                                                                       |
| 2024      | Necrosmith 2                      | Microsoft Windows                                                                       |
| A definir | Wall World: Deep Threat           | Microsoft Windows                                                                       |

## Jogos publicados
| Ano  | Título                  | Desenvolvedor(es)                            | Plataforma(s)                                                                           |
| ---- | ----------------------- | -------------------------------------------- | --------------------------------------------------------------------------------------- |
| 2004 | Roads of Fantasy        | Gamemaster's Group                           | Microsoft Windows                                                                       |
| 2007 | Turtix                  | In Images                                    | Microsoft Windows, macOS                                                                |
| 2017 | Displaced               | Gamexy                                       | Microsoft Windows, macOS                                                                |
| 2018 | Do Not Feed the Monkeys | Fictiorama Studios, BadLand Games Publishing | Microsoft Windows, Linux, macOS, PlayStation 4, Xbox One, Nintendo Switch, iOS, Android |
| 2019 | Space Robinson          | Luxorix Games                                | Microsoft Windows, Linux, macOS                                                         |
| 2021 | Song of Farca           | Wooden Monkeys                               | Microsoft Windows, Linux, macOS                                                         |
| 2021 | A Tale for Anna         | Far Mills                                    | Microsoft Windows, macOS                                                                |
| 2021 | Looking for Aliens      | Yustas Games Studio                          | Microsoft Windows                                                                       |
| 2022 | Beholder 3              | Paintbucket Games                            | Microsoft Windows                                                                       |